# Sin yan
Sin yan (xinès tradicional: 綫人, xinès simplificat: 线人, pinyin: Xiàn Rén cantonès: Sin3 Jan4), comercialitzada internacionalment com a The Stool Pigeon és una pel·lícula de thriller d'acció de Hong Kong i xinesa del 2010 dirigida per Dante Lam i protagonitzada per Nicholas Tse, Nick Cheung i Gwei Lun-mei. La pel·lícula tracta sobre el detectiu de la policia, Don Lee (Cheung), que utilitza informants per obtenir informació sobre gàngsters. Lee comença a sentir-se culpable quan els seus informants són atrapats, però envia un corredor anomenat Ghost (Tse) com a informant per obtenir informació sobre un gàngster de nom Barbarian (Lu Yi).
La pel·lícula es va estrenar a la Xina el 24 d'agost i dos dies després a Hong Kong. La pel·lícula va tenir un bon rendiment a la taquilla de Hong Kong, tot i que ha rebut crítiques diverses.

## Argument
Don Lee (Nick Cheung), un detectiu de policia de Kowloon, la confiança del qual en els informants el deixa lluitant amb una consciència culpable. La coberta de l'anterior "stool pigeon" (informant) de Lee va ser explotada i va ser atacada, fet que el va fer paranoic i expulsat de la seva casa per la seva dona. Lee comença a dubtar dels seus propis mètodes. Lee recluta un corredor de carrer anomenat Ghost (Nicholas Tse) com el seu darrer informant que té l'assignació d'infiltrar-se en una banda liderada pel famós lladre armat Barbarian (Lu Yi). Ghost accepta l'oferta de Lee perquè pugui rescatar la seva germana d'una vida de prostitució i ajudar el deute d'un milió de dòlars del seu pare. Ghost s'uneix a una cursa de carrer il·legal per aconseguir acceptació a la banda de Barbarian. Lee també té problemes personals, ja que l'esposa Cher (Miao Pu) amb qui està separat va intentar suïcidar-se uns mesos abans i des de llavors ha tingut amnèsia. En Lee comença a adonar-se de com està d'equivocat explotant els seus informants i intenta desesperadament corregir els seus errors abans que en Ghost tingui problemes greus.

## Repartiment
- Nicholas Tse - Ghost Jr.
- Gwei Lun-mei - Ah Di
- Nick Cheung - Inspector Don Lee
- Liu Kai-chi - Jabber
- Miao Pu - Cher, esposa de Don Lee
- Lu Yi - Barbarian
- Sherman Chung - germana de Ghost
- Lawrence Cheng - amic de Cher
- Deep Ng - Fairing
- Derek Kwok - Officer Ku, detectiu a l'equip CIB de Don Lee
- Rob Lok - Agent encobert CID

## Producció
La producció de "Sin yan" va començar el 2 de novembre de 2009. A principis de la producció de la pel·lícula, el conglomerat cinematogràfic xinès Huayi Brothers va signar per prendre una participació en el capital i un crèdit de producció de la pel·lícula.
Tot i tenir gran part del mateix repartiment de la seva pel·lícula d'èxit anterior  Ching yan , Dante Lam va dir que Sin yan no és una seqüela. Dante va afirmar que "va sentir la pressió quan estava treballant en la nova pel·lícula perquè Ching yan ho va fer molt bé i va rebre molts comentaris positius. No volia que la nova pel·lícula visqués a la seva ombra. perquè és una pel·lícula completament diferent, excepte que amb el mateix repartiment. " Dante Lam va triar el tema d'un informant a la pel·lícula, afirmant que hi ha" una pel·lícula de tiroteig de Hong Kong sobre aquest tema encara. És un bon tema per explorar la naturalesa humana i he fet investigacions amb persones implicades a la vida real".
L'actor Nick Cheung va declarar que es va sentir molt més relaxat treballant a Sin yan que abans a Ching yan ja que havia treballat abans amb el repartiment. Alguns informes van assenyalar que Cheung no estava satisfet perquè el seu temps davant la pantalla era més curt, Cheung ho va negar dient que els mitjans de comunicació i paparazzi de Hong Kong l'havien citat incorrectament al seu Twitter.

## Estrena

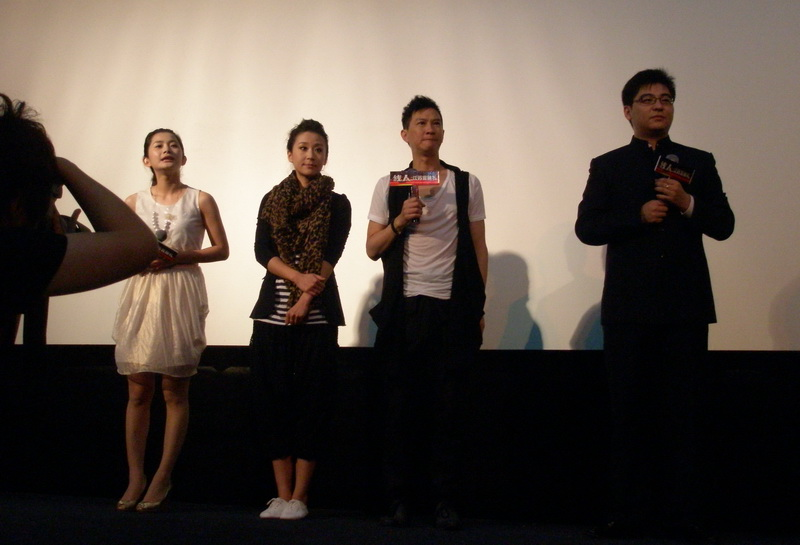
Estrena a Jiangsu.

Sin yan es va estrenar a la Xina el 24 d'agost de 2010 i a Hong Kong el 26 d'agost La pel·lícula es va projectar al Japó al Festival Tokyo Filmex. La pel·lícula es va estrenar al número dos de la taquilla de Hong Kong on la setmana d'estrena. Va ser derrotat per  The Expendables . La setmana següent es va situar al primer lloc del gràfic. Ha recaptat un total de 1.598.123 dòlars dels Estats Units.

## Recepció
The China Post va donar a la pel·lícula tres estrelles de cinc afirmant elogiar les escenes d'una cursa de cotxes ambientades amb la cançó " White Christmas" mentre afirmava que les escenes d'acció són fluixes.  The China Post  també va assenyalar que hi havia "unes quantes subtrames innecessàries" i que, en general, "la història és apassionant i entretinguda.". Film Business Asia va donar a la pel·lícula una puntuació de vuit sobre deu també va elogiar l'escena de la cursa del "White Christmas". Van comparar la pel·lícula amb Beast Stalker, afirmant que era "menys fosca i claustrofòbica que Stalker... Però està més profundament caracteritzada de dalt a baix, amb una química molt millor entre Tse i Cheung que entre Leon. Lai i Richie Ren a [ Fire of Conscience ]. Només la trama secundaria de la vida privada del detectiu sembla enganxada al drama general." The Hollywood Reporter va comparar la pel·lícula negativament amb The Beast Stalker, afirmant que The Stool Pigeon " es queda curt en tensió i bri estilístic si es jutja com una pel·lícula germana ... La narració podria beneficiar-se'n de més tensió. Com si estigués preocupada per la capacitat d'atenció de l'audiència pel drama, les escenes d'acció s'insereixen de manera intermitent, però no aconsegueixen un gran impuls." Time Out Hong Kong va donar a la pel·lícula tres estrelles de sis, trobant-la massa semblant a les altres obres de Dante Lam.

## Nominacions i premis
| 5ns Asian Film Awards                      |                          |           |
| Millor fotografia                          | Kenny Tse                | Nominat   |
| 30ns Hong Kong Film Awards                 |                          |           |
| Millor pel·lícula                          | The Stool Pigeon         | Nominat   |
| Millor director                            | Dante Lam                | Nominat   |
| Millor guió                                | Jack Ng                  | Nominat   |
| Millor actor                               | Nicholas Tse             | Guanyador |
| Millor actor                               | Nick Cheung              | Nominat   |
| Millor actor secundari                     | Liu Kai-chi              | Nominat   |
| Millor muntatge                            | Matthew Hui, Chan Ki-hop | Nominat   |
| Millor so                                  | Kinson Tsang             | Nominat   |
| 17ns Hong Kong Film Critics Society Awards |                          |           |
| Pel·lícula de mèrit                        | The Stool Pigeon         | Guanyador |